# Египетский крест (астеризм)
Египетский Крест — астеризм, лежащий преимущественно в южном полушарии неба. Частично виден на всей территории России, но полностью наблюдается только в южных районах (южнее широты +50°). Астеризм составляется из пяти звёзд и представляет собой два равносторонних треугольника, соединённых вершинами, или крест (в варианте начертания — Андреевский крест). Верхний треугольник известен и как самостоятельный астеризм — Зимний треугольник. Включает звёзды созвездий Большой Пёс, Малый Пёс, Орион, Корма, Голубь:
- α CMa Сириус
- α CMi Процион
- α Ori Бетельгейзе
- ζ Pup Наос
- α Col Факт.